# Martin Formanack
Martin Formanack (* 1. Dezember 1866 im Deutschen Bund; † 1. November 1947 in St. Louis) war ein US-amerikanischer Ruderer.

## Karriere
Formanack nahm an den Olympischen Spielen 1904 in St. Louis teil. Hier erreichte er mit seiner Mannschaft vom Mound City Rowing Club im Vierer ohne Steuermann den zweiten Rang und sicherte sich somit Silber.